# Дом С. Я. Никлауса
Дом С. Я. Никлауса — памятник градостроительства и архитектуры в историческом центре Нижнего Новгорода. Построен в 1841—1842 годах. Автор проекта — первый городской архитектор Нижнего Новгорода  Г. И. Кизеветтер.  
Дом связан с последними годами жизни знаменитого нижегородского композитора и общественного деятеля Василия Юльевича Виллуана. Историческое здание по адресу улица Минина, 25 сегодня — объект культурного наследия Российской Федерации. 

## История
Дом расположен в исторической северо-восточной части Нижнего Новгорода, планировочная структура которой сформирована регулярным планом 1770 года. В соответствии с планом, территория между бровкой Откоса и Ковалихинским оврагом была разбита на кварталы геометрически правильной конфигурации. Параллельно одной из древнейших улиц города — Большой Печёрской, служившей дорогой в Понизовье (будущий Казанский тракт) со спусками к Печёрскому монастырю — проектировались ещё две улицы: будущая Жуковская (Минина) и Тихоновская (Ульянова). Перпендикулярно им было запроектировано ещё пять улиц: Больничная (Нестерова), Мартыновская (Семашко), Провиантская, Спасская (Трудовая) и Кизеветтеровская (Фрунзе). 
Работы по планировке начались в 1780-х годах и затянулись вплоть до второй половины XIX века. Основной период застройки кварталов совпал с периодом позднего классицизма в русской архитектуре. Наиболее распространённым типом здания был усадебный дом, обычно одноэтажный с мезонином в три окна по главному фасаду и крыльцом сбоку. Проектировались такие дома местными архитекторами на основе высочайше одобренных образцовых проектов, что придавало застройке ансамблевость. 
Семья эмигрировавшего в Россию прусского офицера Я. Д. Никлауса поселилась в Нижнем Новгороде в 1788 году. Никлаус стал учителем рисования Главного народного училища, уездным землемером, а затем и исполняющим обязанности уездного архитектора. В 1795 году у него родился сын Семён, ушедший в 1812 году с Нижегородским ополчением и дослужившийся до чина прапорщика. После смерти отца в 1816 году, С. Никлаус вернулся в Нижний Новгород. Деревянный дом семьи, занимавший угловое положение на пересечении Жуковской и Провиантской улиц, выгорел дотла и в 1836 году участок значился как незастроенный.
В 1841 году архитектор Г. И. Кизеветтер разработал проект двухэтажного, с нижним каменным этажом, дома Никлауса. В том же году здание выстроили вчерне. В марте 1842 года С. Я. Никлаус по проекту Кизеветтера начал отделку интерьеров, а также возведение служб: конюшни, погреба, сарая и коровника на каменном фундаменте. После смерти старшего брата Сергея Семён Никлаус провёл перепланировку усадьбы с переносом флигеля на линию Провиантской улицы, а в 1855—1857 годах — капитальный ремонт главного дома по выданному в 1841 году план-фасаду. 
После смерти Семёна Никлауса 25 декабря 1868 года дом перешёл во владение его жене Варваре Николаевне, а после её смерти должен был перейти ближайшим родственникам. Таким наследником стала родная сестра братьев Никлаусов — коллежская асессорша Елизавета Яковлевна Короткова (урождённая Никлаус). С конца 1860-х до середины 1870-х годов она значилась во всех официальных документах владелицей усадьбы. В середине 1870-х годов усадьба перешла к дочерям Коротковой — Наталье и Анне. От них участок с домом в начале XX века перешёл к Василию Юльевичу Виллуану. 
На рубеже XIX — XX веков дом сдавался в наём. Среди жильцов оказался и А. И. Пискунов — один из активных деятелей революционного движения. В 1894 году в доме произошла встреча Пискунова и В. И. Ленина, возвращавшегося после окончания сибирской ссылки. Благодаря этому событию в советское время дом был взят под государственную охрану.      
В. Ю. Виллуан, последний владелец усадьбы перед революцией, живший в доме до самой смерти (1922), являлся яркой фигурой в культурной жизни города. Виллуан — организатор и руководитель музыкальных классов при местном отделении Русского музыкального общества (1873—1922), директор музыкального техникума, профессор, Герой труда (1918) — внёс большой вклад в развитие музыкальной культуры Нижнего Новгорода.
В настоящее время первый этаж здания занимают офисы небольших фирм, второй принадлежит собственникам жилья.          

## Архитектура
В архитектуре здания отразились основные принципы строительства периода зрелого классицизма. Фасады здания отличали выверенность пропорций, красиво прорисованные детали, гармоничность и соразмерность всех элементов. Дом С. Я. Никлауса относят к характерным постройкам архитектора Г. И. Кизеветтера, во всей полноте раскрывающим его профессиональные принципы и творческую манеру.
Деревянный на каменном полуэтаже, прямоугольный в плане дом в стиле позднего классицизма имеет симметричную композицию, подчёркнутую треугольным фронтоном по улице Провиантской. Цоколь здания приподнят до низа окон первого этажа. На фасаде по Провиантской улице окна чётных световых осей выделены по второму этажу простыми прямыми сандриками, нечётные — поднятой над рамочным наличником нишей. Наличники второго этажа соединены подоконным карнизом с отливом. По центру треугольного фронтона расположено большое полуциркулярное окно, обрамлённое рустованым клинчатым архивольтом. Характерная особенность фасада по улице Минина — венецианское тройное окно.       